# Instituto Tecnológico de Saltillo
El Instituto Tecnológico de Saltillo (ITS) es una universidad pública ubicada en la ciudad de Saltillo, México. Fue el tercer instituto tecnológico del extinto Sistema Nacional de Enseñanza Tecnológica en construirse. Actualmente pertenece al Tecnológico Nacional de México. 

## Historia
Abrió sus puertas el 3 de enero de 1951 con el nombre de Instituto Tecnológico de Coahuila, inaugurado un año antes por el entonces Presidente de la República Miguel Alemán Valdés y el gobernador de Coahuila Román Cepeda Flores, creado por la demanda de los diferentes sectores económicos de la sociedad, inició con la capacitación en el área industrial, capacitando obreros y jóvenes a nivel secundaria técnica, que hoy en día es la Secundaria Técnica número 4.
En 1951, su población ascendía 314 alumnos de los cuales estudiaban carreras técnicas, en 1968 dentro de su etapa de expansión cambió de nombre a Instituto Tecnológico Regional de Coahuila y en 1977 en su etapa de transición a Instituto Tecnológico Regional de Saltillo y a partir de 1981 con el nombre del Instituto Tecnológico de Saltillo ofreciendo carreras de ingeniería, y postgrados en sus tres niveles: especialización, maestría y doctorado.

## Actualidad
Actualmente cuenta con más de 5500 estudiantes y, a raíz de la reforma de la educación superior tecnológica de 1993, propone la siguiente oferta educativa:

### Licenciaturas
- Ingeniería eléctrica
- Ingeniería electrónica
- Ingeniería materiales
- Ingeniería mecatrónica
- Ingeniería en Gestión Empresarial
- Ingeniería mecánica
- Ingeniería industrial
- Ingeniería en Sistemas Computacionales

### Posgrados
A nivel postgrado ofrece dos especializaciones:
- Fundición
- Ingeniería ambiental

#### Maestrías
- Ciencias e Ingeniería en Materiales
- Administración
- Ingeniería industrial

#### Doctorados
- Doctorado en Ciencias e Ingeniería en Materiales.

## Personal e infraestructura
El edificio principal inició su construcción en el año de 1945 en estilo Neocolonial, diseñado por el Ing. Zeferino Domínguez Villarreal. Se trata de un amplio edificio de cantera rosa tallada con arcadas, tejas de barro acanaladas y un discreto uso de azulejos. Su fachada principal es una reproducción, a escala monumental, de la fachada de la segunda sede de la Real y Pontificia Universidad de México, primera universidad del continente. El empleo como inspiración de la fachada de la primera universidad del continente se explica por el hecho de que el concepto original de edificio había sido alojar a la Universidad de Coahuila, según muestran los planos del Ing. Domínguez que se conservan en la mapoteca del Archivo Municipal de Saltillo. Sin embargo, ante la observación de autoridades educativas y los planteamientos del sector empresarial , se determinó reenfocar este proyecto educativo dada la urgente necesidad de preparar recursos humanos con un enfoque tecnológico, por lo que se consolidó la idea de dar prioridad a que en su lugar fuera creado el Instituto Tecnológico de Coahuila, y que esta nueva institución iniciara sus funciones de inmediato ante la urgente necesidad y carencia de técnicos que era sumamente demandados y requeridos por el sector industrial y productivo de la región, tomando para tal efecto el modelo del Instituto Politécnico Nacional.
La primera piedra fue colocada en 1945, inaugurándose oficialmente en el mes de julio del año 1950, hubo que esperar hasta el 3 de enero de 1951 en el que oficialmente inicio actividades académicas.
Ubicado en una extensión de siete hectáreas se conformaba sólo con el propio edificio y ocho espacios adicionales destinados a los talleres de Fundición, Combustión Interna, Carpintería, Soldadura, Ajuste, Máquinas Herramientas, Electricidad y Construcción.
Para atender adecuadamente a esta población escolar, el tecnológico cuenta con una planta de recursos humanos compuesta por 16 directivos, 177 docentes, 14 investigadores, 134 técnicos auxiliares, 172 administrativos y 76 de servicios.
Además para el desarrollo de sus actividades, cuenta con una planta física compuesta por 63 aulas, 2 talleres, 4 laboratorios ligeros, 4 laboratorios pesados, laboratorio de idiomas, centro de información, centro de cómputo, laboratorios propios de cada especialidad o carrera, edificio administrativo, auditorio, 3 salas audiovisuales, almacén, editorial, enfermería, estadio de fútbol soccer, un gimnasio olímpico, 2 canchas de básquetbol, alberca techada, amplios estacionamientos, radiodifusora, cafetería, un auditorio y explanada principal.

## Lista de directores
- Santiago Tamez Anguiano (1950-1953)
- Narciso Urrutia Lozano (1953-1956)
- Oscar Peart Pérez (1957-1960)
- Gabriel H. Acosta (1960-1961)
- Jorge Fernández Mier (1961-1966)
- Benjamín Rodríguez Zarzosa (1966-1967)
- Jorge Fernández Mier (1967-1973)
- Rodolfo Rosas Morales (1973-1976)
- David Hernández Ochoa (1976)
- Luis Rosales Celis (1976-1981)
- Carlos Herrera Pérez (1981-1983)
- Manuel F. Flores Revuelta (1983-1986)
- Jesús Horacio Cano Ríos (1986-1988)
- José Claudio Tamez Saénz (1988-1991)
- Manuel F. Flores Revuelta (1991-1996)
- Juan Fco. Mancinas Casas (1996-2001)
- Enriqueta González Aguilar (2001-2005)
- Jesús Contreras García(2005-2013)
- Arnoldo Solís Covarrubias (2013- 2019)
- Gloria Hinojosa Ruiz (2019-2023)
- Ania Guadalupe Sánchez Ruiz (2023-presente)

## Radio Tecnológico
Desde el año 1991, por iniciativa del Ing. Manuel F. Flores Revuelta inicio actividades la Primera Estación de Radio Cultural en Saltillo Coahuila, Atenas de México; sus siglas son XHINS "Radio Tecnológico", en 100.1 FM, se puede sintonizar también vía internet.